# William Reynolds Archer junior

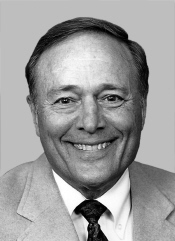
William Reynolds Archer

William Reynolds „Bill“ Archer Jr. (* 22. März 1928 in Houston, Texas) ist ein ehemaliger US-amerikanischer Politiker der Republikanischen Partei. Archer war von 1967 bis 1971 Abgeordneter im Repräsentantenhaus von Texas, bis 1969 zunächst für die Demokratische Partei. Anschließend vertrat er den siebten Kongresswahlbezirk von Texas von Januar 1971 bis Januar 2001 im Repräsentantenhaus der Vereinigten Staaten.

## Leben
Archer besuchte zunächst die St. Thomas High School, anschließend die Rice University und die University of Texas at Austin, an der er Abschlüsse als Bachelor (B.B.A.) und 1951 in Rechtswissenschaften (LL.B.) erwarb. Er wurde in Texas als Anwalt zugelassen und eröffnete eine Praxis in Houston. Mit Beginn des Koreakrieges wurde er zur United States Air Force eingezogen und diente bis 1953, zuletzt im Range eines Hauptmanns (Captain). Bis 1963 war er Präsident der Uncle Johnny Mills, Inc.
Zu Beginn seiner politischen Karriere war Archer von 1955 bis 1962 zunächst Mitglied im Stadtrat und anschließend stellvertretender Bürgermeister (Mayor pro tempore) von Hunters Creek Village im Harris County. Fünf Jahre später wurde er Direktor der Heights State Bank und im gleichen Jahr als Abgeordneter in das Repräsentantenhaus von Texas gewählt. Dieses Mandat nahm er bis zu dem Zeitpunkt wahr, als er als Nachfolger von George Bush für den 7. texanischen US-Kongresswahlbezirk in das Repräsentantenhaus der Vereinigten Staaten gewählt wurde. In seiner ersten Wahl zum Kongress erzielte er 65 % der Stimmen und wurde anschließend, ohne je gegen einen ernsthaften Gegenkandidaten antreten zu müssen, 14 mal in dieser Hochburg der Republikaner wieder gewählt. 1970 erzielte er sein schlechtestes Wahlergebnis, in den Folgejahren erreichte er immer mindestens 79 % der Stimmen. 1976, 1990, 1992 und 1994 trat er ohne Gegenkandidaten an, der Gegenkandidat 1998 gehörte nicht zu einer großen Partei.
Archer war von 1996 bis zum Ende seiner politischen Karriere im Jahr 2001 Vorsitzender des Committee on Ways and Means. Als Vorsitzender galt er als ausgewiesener konservativer Finanzfachmann („tough fiscal conservative“). Er vertrat die Meinung, dass die Regierung den Bürgern der Vereinigten Staaten zu tief in die Tasche gegriffen habe, und war als Vorsitzender bestrebt, die finanzielle Belastung der Bürger mit Bundessteuern zu senken.
Für die Wahlen zum 107. Kongress trat er nicht mehr an und zog sich ab dem 2. Januar 2001 von der Politik zurück. Seine Nachfolge für den Kongresswahlbezirk trat John Culberson an.
Archer vertrat in verschiedenen Angelegenheiten einen politisch und sozial konservativen Standpunkt, so befürwortete er die Todesstrafe, war gegen ein Adoptionsrecht für Homosexuelle und sprach sich für Einschränkungen der Sozialhilfezahlungen aus.
Im Jahr 1999 setzte er sich in Unterstützung des seinerzeitigen Präsidenten Bill Clinton trotz schwerer Bedenken wegen der Menschenrechtsverletzungen und des Außenhandeldefizits für eine zeitweilige Anwendung der Meistbegünstigungsklausel im Handel mit China ein.